# Zeitschrift für Didaktik der Naturwissenschaften
Die Zeitschrift für Didaktik der Naturwissenschaften (abgekürzt ZfDN, in Englisch German Journal of Science Education) ist eine wissenschaftliche Fachzeitschrift der Verbände Gesellschaft für Didaktik der Chemie und Physik (GDCP) und Fachsektion Didaktik der Biologie im VBIO (FDdB). Sie erscheint jährlich im Peer-Review-Verfahren im Fachverlag Springer Spektrum (Verlagsgruppe Springer Nature). Die ZfDN akzeptiert und veröffentlicht Beiträge in den Formaten: Vollbeiträge (z. B. empirische, Validierungs- und Evaluationsstudien) und Kurzbeiträge (z. B. Repliken auf theoretische und empirische Beiträge).
Die Fachzeitschrift befasst sich mit der Didaktik naturwissenschaftlicher Fächer wie Biologie, Chemie und Physik, und des Sachunterrichts hinsichtlich seines naturwissenschaftlichen Anteils. In der Zeitschrift werden empirische und theoretische wissenschaftliche Arbeiten in deutscher oder englischer Sprache veröffentlicht, die sich mit dem Lehren, Lernen und der Professionalisierung im Kontext der Naturwissenschaften befassen.
Die Zeitschrift erschien erstmals 1995, bis 1999 im Verlag Schmidt & Klaunig und von 2000 bis 2013 im Leibniz-Institut für die Pädagogik der Naturwissenschaften und Mathematik (IPN). Seit 2014 wird die Zeitschrift vom Springer Verlag verlegt. Die Zeitschrift ist eine hybride Open-Access-Zeitschrift. Einige Artikel sind kostenpflichtig (Paywall), andere frei zugänglich (Open Access). Der Zugriff auf die Zeitschrift ist jedoch für Mitglieder beider Verbände möglich.